# Heliconius hortense
Espèce
Heliconius hortense est un insecte lépidoptère appartenant à la famille des Nymphalidae, à la sous-famille des Heliconiinae et au genre Heliconius.

## Taxinomie
Heliconius hortense a été décrit par Félix Édouard Guérin-Méneville en 1844 sous le nom initial d' Holiconia hortense.

### Nom vernaculaire
Heliconius hortense se nomme Mexican Longwing en anglais.

## Description
Heliconius hortense est un grand papillon marron, au corps fin et aux longues ailes antérieures au bord externe festonné (comme le bord externe des ailes postérieures) et au bord interne légèrement concave.
Le dessus des ailes antérieures est barré d'une bande blanche irrégulière partant de la moitié du bord costal vers l'angle interne et celui des ailes postérieures d'une très large bande rouge orangé partant du bord interne vers l'apex.
Le revers, marron plus clair ne présente que la bande blanche irrégulière aux ailes antérieures.

## Biologie

### Plantes hôtes
Les plantes hôtes de sa chenille sont des Passifloraceae (Plectostemma).

## Écologie et distribution
Heliconius hortense  est présent au Mexique, au Nicaragua, au Honduras, au Guatemala et en Équateur,,.

### Biotope
Heliconius hortense réside dans la forêt tropicale humide, jusqu'à 2 300 m.

## Protection
Pas de statut de protection particulier.